# Cordula Ebert
Cordula Ebert OSB (* 10. Dezember 1878 als Regina Ebert in Obereschenbach, Bezirksamt Hammelburg; † 14. August 1905 in Mikukuyumbu bei Liwale im heutigen Tansania) war eine deutsche Missionsbenediktinerin und Märtyrin.  

## Leben
Regina Ebert trat 1899 bei den Missionsbenediktinerinnen von St. Ottilien ein und legte unter dem Ordensnamen Cordula (nach der heiligen Cordula) am 8. September 1902 die Profess ab. Im Juni 1905 kam sie in die Ostafrika-Mission. Im August wurde sie auf dem Weg zu ihrer Missionsstation zusammen mit Bischof Cassian Spiß und anderen von Beteiligten des Maji-Maji-Aufstands ermordet.

## Gedenken
Die Römisch-katholische Kirche in Deutschland hat Schwester Cordula Ebert als Märtyrin in das deutsche Martyrologium des 20. Jahrhunderts aufgenommen.
Im Missionsmuseum in Sankt Ottilien ist ihr Name auf einer Gedenktafel vermerkt.